# Paracles herbuloti
Paracles herbuloti är en fjärilsart som beskrevs av De Toulgoët 1975. Paracles herbuloti ingår i släktet Paracles och familjen björnspinnare. Inga underarter finns listade i Catalogue of Life.